# Geoffrey Lloyd
Geoffrey Ernest Richard Lloyd, profesor emérito de la Universidad de Cambridge, es un gran historiador británico dedicado a la antigua Grecia; pero asimismo es un valioso comparatista de Occidente con la cultura china.

## Trayectoria
Lloyd nació en Londres en el año 1933. Sus progenitores eran, ambos, médicos nacidos en Swansea (Gales). Su padre era especialista en tuberculosis. Su hermano iba a ser médico, y Geoffrey Lloyd pensó seguir esa senda que, en todo caso, le ha interesado históricamente. Gracias al empeño familiar, Geoffrey se formó en diferentes centros, obtuvo una beca para Charterhouse, donde destacó en matemáticas, y aprendió de forma autodidacta el italiano. Entre 1954 y 1955 pasó un año en Atenas donde llegó a dominar el instrumento bouzouki, aparte de aprender griego moderno.
Fue llamado para el servicio militar en 1958, y le enviaron a Chipre durante la insurgencia del EOKA. Nada sabían los militares de que hablara griego, lo que produjo una sorpresa. 
El análisis de textos de antigua filosofía griega fue su objetivo, pero lo hizo con una mirada muy original, pues ya tenía interés por la antropología.  Los estudios de doctorado los realizó bajo la dirección de Geoffrey Kirk, centrándose en los patrones de Polaridad y Analogía en el pensamiento griego, una tesis doctoral que, una vez revisada, apareció finalmente publicada en 1966. A su regreso a Cambridge en 1960, por influencia de Edmund Leach leyó profundamente el nuevo enfoque de la antropología estructural, gracias a la obra de una figura ya descollante, Claude Lévi-Strauss. En 1965, mediante al apoyo de Moses Finley, fue nombrado profesor ayudante. 
Después de una visita para impartir clases en China durante 1987, Lloyd se dirigió al estudio del chino clásico. Esto ha añadido una amplia visión comparativa en su más reciente trabajo. Siguiendo la estela de los estudios del gran sinólogo  Joseph Needham analiza cómo las distintas culturas políticas de la antigua China y Grecia han influido en las diferentes formas de discurso científico de esas culturas. 
Ha desempeñado diversos cargos en las facultades del King’s College y, posteriormente, en el Darwin College. Mantiene cargos de responsabilidad en el Needham Research Institute, gran centro de estudios de la cultura china.
En 1997 se le concedió el título de “Sir” en reconocimiento a su contribución en la “historia del pensamiento”. Actualmente vive gran parte del año en su residencia en España, donde se dedica a la escritura. 

## Obras
- 1966. Polarity and Analogy: Two Types of Argumentation in Early Greek Thought. Cambridge, Cambridge Univ. Tr.: Polaridad y analogía, Madrid, Taurus, 1987.
- 1968. Aristotle: The Growth and Structure of his Thought, Cambridge, Cambridge Univ. Tr.: Aristóteles, Buenos Aires, Prometeo, 2007.
- 1970. Early Greek Science: Thales to Aristotle, Nueva York, Norton.  Tr. De Tales a Aristóteles, Buenos Aires, EUDEBA, 1973.
- 1973. Greek Science after Aristotle, Nueva York, Norton, 1973.
- 1978. Aristotle on Mind and the Senses, Cambridge, Cambridge Univ., recopilado junto con G.E.L. Owen.
- 1978. (con J. Chadwick) Hippocratic Writings, Penguin Classics.
- 1979. Magic Reason and Experience: Studies in the Origin and Development of Greek Science, Cambridge, Cambridge Univ.
- 1981 Colabora en M. Finley, The Legacy of Greece, Oxford, Oxford Univ. Tr. El legado de Grecia (capítulo: "Ciencia y matemáticas").
- 1983. Science, Folklore and Ideology, Cambridge, Cambridge Univ.
- 1987. The Revolutions of Wisdom: Studies in the Claims and Practice of Ancient Greek Science, Berkeley, Univ. of California.[1]
- 1990. Demystifying Mentalities, Cambridge, Cambridge Univ. Tr.: Las mentalidades y su desenmascaramiento, Madrid, Siglo XXI, 1996.[2]
- 1991. Methods and Problems in Greek Science, Cambridge, Cambridge Univ. Pr.
- 1996. Adversaries and Authorities: Investigations into Ancient Greek and Chinese Science, Cambridge, Cambridge Univ.
- Dirige con J. Brunschwig, Le savoir grecque, París, Flammarion. Tr. El saber griego, Madrid, Akal, 2000.
- 1996. Aristotelian Explorations, Cambridge, Cambridge Univ.
- 2002. The Ambitions of Curiosity: Understanding the World in Ancient Greece and China, Cambridge, Cambridge Univ.[3][4] Tr.: Las aspiraciones de la curiosidad. La comprensión del mundo en la Antigüedad. Grecia y China, Madrid, Siglo XXI, 2008.
- 2002. (con Nathan Sivin) The Way and the Word: Science and Medicine in Early China and Greece, New Haven, Yale Univ.[5]
- 2003. In the Grip of Disease: Studies in the Greek Imagination, Nueva York-Oxford, Oxford Univ. ISBN 0-19-927587-4.[6]
- 2004. Ancient Worlds, Modern Reflections: Philosophical Perspectives on Greek and Chinese Science and Culture, Nueva York, Oxford Univ. ISBN 0-19-928870-4.
- 2005. The Delusions of Invulnerability: Wisdom and Morality in Ancient Greece, China and Today, Londres, Duckworth. ISBN 0-7156-3386-4.
- 2006. Principles and Practices in Ancient Greek and Chinese Science,  Aldershot, Ashgate (Variorum). ISBN 0-86078-993-4.
- 2007. Cognitive Variations: Reflections on the Unity and Diversity of the Human Mind, Oxford, Clarendon. ISBN 0-19921-461-1.[7]
- 2009.  Disciplines in the Making, Oxford Univ. ISBN 978-0-19-956787-4.